# Windows on the World

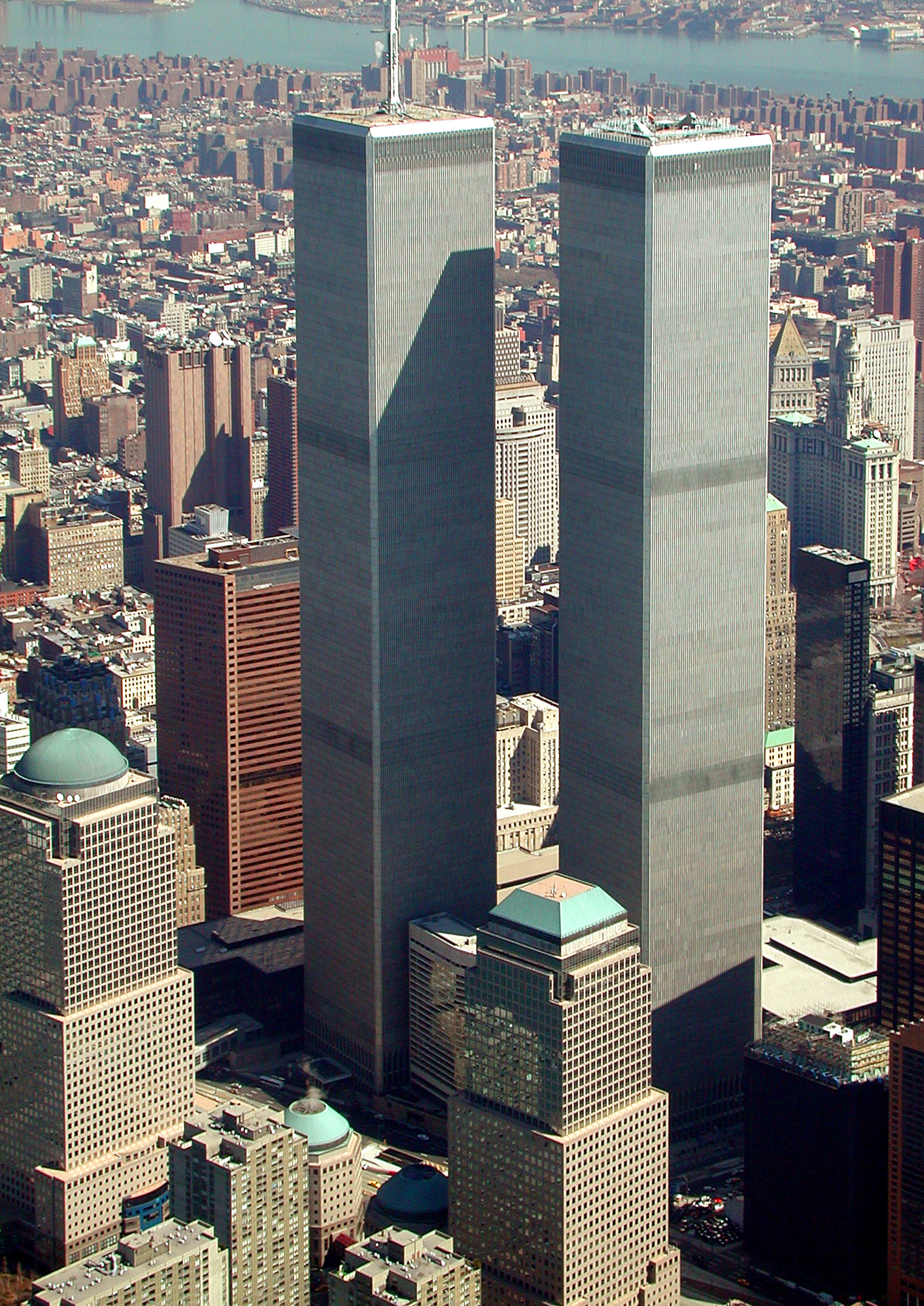
The Twin Towers (Les Torres Bessones)

Windows on the World va ésser un restaurant de luxe de 4600 metres quadrats ubicat a les plantes 106 i 107 de la Torre Nord del World Trade Center a Nova York (Estats Units d'Amèrica). Mirant des de les finestres del seu bar, hom podia gaudir de les vistes majestuoses del sud de l'illa de Manhattan amb l'aiguabarreig del Hudson River i l'East River, d'Ellis Island i de Staten Island amb el seu pont Verrazano-Narrows.
Va ser inaugurat el 1976 i el 26 de febrer del 1993 va patir un atac terrorista amb cotxe bomba que el va obligar a fer reparacions per una vàlua de 25 milions de dòlars estatudinencs. L'any 2000, els seus ingressos van assolir la xifra de 37,5 milions de dòlars, fent-lo esdevindre el restaurant més pròsper dels Estats Units.
L'etiqueta requeria americanes per als homes i era estrictament observada: un home que hi arribés amb una reserva però sense jaqueta era comminat a dirigir-se al bar on l'etiqueta era més relaxada i tenia preus més assequibles.
Windows on the World va ser destruït durant els atemptats de l'11 de setembre del 2001. Abans de l'atac, el restaurant acollia el Waters Financial Technology Congress, els empleats del qual, 71 convidats més i els 73 treballadors del restaurant moriren de resultes de l'atac.
Es creu que l'home captat a la fotografia, anomenat en anglès The Falling Man (L'home que cau) era un empleat del restaurant que es deia Jonathan Briley.
El 4 de gener del 2006, els empleats del restaurant que van sobreviure a l'atemptat, van inaugurar un restaurant cooperatiu anomenat Colors en homenatge als seus companys que van morir durant l'atac. El seu menú pretén reflectir la diversitat dels membres de l'antic equip.